# Creu de Sant Jordi
A Creu de Sant Jordi (em português Cruz de São Jorge) é uma distinção anual outorgada pela Generalidade da Catalunha a pessoas e entidades sociais que por seus méritos, tenham prestado serviços destacados à Catalunha na defesa de sua identidade, especialmente no plano cívico e cultural. É uma das máximas distinções outorgada pela Generalidade da Catalunha e baseia-se na Cruz de São Jorge, padroeiro da Catalunha. Protocolarmente, está abaixo da Medalha de Ouro da Generalidade da Catalunha.

## A condecoração
A condecoração tem uma miniatura e adota a forma de placa quando é concedida a uma entidade.
O desenho da medalha e da placa da Cruz de São Jorge é obra do ourives Joaquim Capdevila i Gaya, ganhador do concurso convocado pelo Conselho de Desenho da Generalidade em 1981.
Os materiais utilizados são a prata e o coral, de acordo com a tradição decorativa catalã. A Cruz, como símbolo de Catalunha, é de coral vermelho sobre fundo de coral branco, num marco de prata. A Cruz propriamente dita inscreve-se ao centro num losango, e no reverso o escudo e a lenda da Generalidade da Catalunha e também o nome do galardoado. A medalha tem um cordão de algodão para ser imposta, e vai acompanhada de uma réplica para levar na lapa.
Quando a Cruz se outorga a entidades, o galardão consta de uma placa quadrada de prata num apoio de madeira. Ao centro está gravado um quadro da mesma medida que a medalha, com a Cruz no interior. Figuram igualmente o escudo da Generalitat e o nome da entidade.
Conjuntamente à Cruz, os galardoados recebem um diploma onde consta a data da distinção, o nome da pessoa ou entidade galardoada e uma súmula dos seus méritos mais relevantes reconhecidos no Decreto de concessão.
A nível protocolar, a Creu de Sant Jordi é uma distinção hierarquicamente inferior à Medalha de Ouro da Generalidade da Catalunha, mas em todo caso é considerada, ao lado desta e do Prêmio Internacional Catalunha, uma das distinções mais prestigiantes que se concedem na Catalunha. 
A Generalidade também concede vários Prémios Nacionais, entre os quais de Cultura, Justiça, Investigação, Literatura, Comunicação, Gastronomia,  etc.